# NGC 436
NGC 436 je otvoreni skup u zviježđu Kasiopeji. 

## Vanjske poveznice
- SEDS: NGC 0436